# Ridatemi mia moglie
Ridatemi mia moglie è una miniserie TV italiana del 2021, composta da una sola stagione, prodotta da Colorado Film e Sky, ed ideata da Alessandro Genovesi, Giovanni Bognetti, con Fabio De Luigi e Anita Caprioli.
Ridatemi mia moglie è l'adattamento italiano della miniserie britannica I Want My Wife Back, creata da Mark Bussell e Justin Sbresni, trasmessa nel 2016 su BBC.

## Trama
Giovanni e Chiara stanno insieme da molti anni, il loro rapporto è ormai logoro, ma sembra che solo Chiara se ne accorga, mentre Giovanni è convinto che tutto proceda per il meglio; ed è proprio per questo che Chiara vuole un altro uomo, quindi ha deciso di lasciare Giovanni con una lettera che scrive e riscrive, ma che alla fine decide di gettare via; alla fine fa le valigie e se ne va da casa.
Ignaro di tutto ciò, Giovanni le sta preparando una festa a sorpresa per il compleanno dei suoi 40 anni. Mentre si attende la festeggiata, casualmente, in un cestino viene trovata la lettera che Chiara aveva scritto e buttato via; ed è così che il povero Giovanni realizza le intenzioni della moglie, e sentendosi solo e abbandonato, comincia a pensare a cosa sia andato storto nella sua vita, ma soprattutto a come fare per poter riavere indietro sua moglie.